# Кантоне, Марио
Ма́рио Канто́не (англ. Mario Cantone; род. 9 декабря 1959, Бостон) — американский актёр театра, кино и телевидения, стендап-комик. Изредка выступает как актёр озвучивания и сценарист. Гей.

## Биография
Марио Кантоне родился 9 декабря 1959 года в Бостоне, штат Массачусетс, в возрасте двух лет переехал с родителями в городок Стоунем в том же штате. Был четвёртым из пяти детей в семье Марио Кантоне-старшего, владельца итальянского ресторана и ночного клуба, и Элизабет (в девичестве — Песционе; ум. в 1980 или 1981): его родители были родом из Италии.
В 1978 году Кантоне окончил старшую школу англ. Stoneham High School, в 1982 году — Колледж Эмерсон.
В своих стендап-выступлениях Кантоне использует энергичную напористую манеру выражения; объектами его шуток чаще всего становятся знаменитости, стереотипы, семья, повседневная жизнь. Впервые на телеэкране Кантоне появился в 1987 году в детском шоу англ. Steampipe Alley, где он принял участие в трёх выпусках, играя роли (пародируя) Стивена Кинга и Питера Пэна. Дебют актёра на широком экране состоялся в 1994 году — он сыграл роль прохожего в фильме «Телевикторина». В 1999 году Кантоне впервые попробовал себя как сценариста: он написал сценарий к одному выпуску программы «Comedy Central представляет»; в 2006 году он впервые попробовал себя как актёра озвучивания, дав свой голос пингвину Сидни в псевдодокументальной комедии «Фарс пингвинов».
В 2002 году Кантоне был приглашён в мюзикл «Король Лев» на роль суриката Тимона, но не справился с ролью, так как там нужно было работать с куклами из папье-маше высотой почти в человеческий рост.
В октябре 2011 года, вскоре после того, как в штате Нью-Йорк были узаконены однополые браки, Кантоне официально сочетался браком с музыкальным театральным режиссёром Джерри Диксоном, с которым находился в отношениях уже 20 лет. Церемонию провёл пастор, писатель и теолог Джей Баккер.
В конце 2022 года Марио принял участие в 8-м сезоне телепроекта «Певец в маске» в маске Кукурузы. Выбыл в 4-м выпуске.[значимость факта?]

## Избранные работы
В связи с характерной внешностью и своим происхождением Кантоне чаще всего играет итальянцев.

### Театр
- 1995 — Любовь! Доблесть! Сострадание! / Love! Valour! Compassion! — Базз
- 1995 — Буря / The Tempest — Стефано[10]
- 2000 — The Crumple Zone — Терри, одинокий безработный актёр[11]
- 2002 — Вечер с Марио Кантоне / An Evening with Mario Cantone — стихи, сценарий, исполнение главной роли[12]
- 2003 — англ. The Violet Hour — Гиджер[13] (54 спектакля)[14]
- 2004 — Убийцы[англ.] / Assassins — Сэмюэл Бик, угонщик самолёта[15]
- 2004—2005 — Laugh Whore — стихи, сценарий, исполнение главной роли[16]
- 2010 — Моя собственная комната / A Room of my Own — Джеки Морелли[17]

### Широкий экран
- 1994 — Телевикторина / Quiz Show — прохожий
- 1994 — Я и мафия / Who Do I Gotta Kill? — Рико
- 1997 — Мышиная охота / MouseHunt — сотрудник компании Zeppco
- 2005 — Аристократы / The Aristocrats — камео
- 2007 — Лови волну! / Surf’s Up — Мики Абромович, рекрутёр спортивного продюсера (озвучивание)[18]
- 2008 — Секс в большом городе / Sex and the City — Энтони Марантино, друг-гей Шарлотты Йорк[англ.], устроитель её свадьбы
- 2010 — Секс в большом городе 2 / Sex and the City 2 — Энтони Марантино, друг-гей Шарлотты Йорк[англ.]

### Телевидение
- 1995 — Поздно ночью с Конаном О’Брайаном[англ.] / Late Night with Conan O'Brien — гость студии (в 2 выпусках)
- 2000—2004 — Секс в большом городе / Sex and the City — Энтони Марантино, друг-гей Шарлотты Йорк, устроитель её свадьбы (в 12 эпизодах)
- 2001—2002 — Шоу Рози О’Доннелл[англ.] / The Rosie O'Donnell Show — гость студии (в 2 выпусках)
- 2004 — н. в. — The View — камео, гость студии, соведущий (в 64 выпусках)
- 2006—2008 — Люди в деревьях / Men in Trees — Терри Романо, парикмахер (в 7 эпизодах)
- 2007 — Мистер Уармт: Проект Дона Риклса[англ.] / Mr. Warmth: The Don Rickles Project — камео
- 2009 — Преступления моды: Убийственная стрижка[англ.] / Killer Hair — Леонардо
- 2009 — Преступления моды: Агрессивный имидж[англ.] / Hostile Makeover — Леонардо
- 2009, 2010, 2012 — Шоу Венди Уильямс[англ.] / The Wendy Williams Show — гость студии (в 3 выпусках)
- 2021—2025 — И просто так / And Just Like That... — Энтони Марантино, друг-гей Шарлотты Йорк

### Сразу на DVD
- 2007 — Фарс пингвинов / Farce of the Penguins — Сидни, пингвин (озвучивание)

### Прочие работы
- Озвучивание рекламных роликов Sunsilk[19]
- Регулярное участие в утреннем радиошоу Опи и Энтони[англ.] на WAAF (FM)[англ.]
- 1999 — Comedy Central представляет[англ.] / Comedy Central Presents — сценарист одного выпуска
- 1999 — один из ведущих 53-й церемонии награждения премией «Тони»[англ.]
- 2007 — Лови волну![англ.] / Surf's Up — Мики Абромович, рекрутёр спортивного продюсера (озвучивание видеоигры)[18]
- Один из 15 судей конкурса красоты «Мисс Америка 2014»[англ.][20]